# Desa Cipeundeuy (administrativ by i Indonesien, Jawa Barat, lat -6,94, long 108,19)
Desa Cipeundeuy är en administrativ by i Indonesien.   Den ligger i provinsen Jawa Barat, i den västra delen av landet, 170 km sydost om huvudstaden Jakarta.